# Idioscopus scutellatus
Idioscopus scutellatus är en insektsart som beskrevs av William Lucas Distant 1908. Idioscopus scutellatus ingår i släktet Idioscopus och familjen dvärgstritar. Inga underarter finns listade i Catalogue of Life.